# Michel Trinquier
Michel Trinquier est un peintre français né le 12 octobre 1931 à Avignon.

## Biographie
Michel Trinquier naît à Avignon dans une famille d'ascendance corse. Parallèlement à ses études secondaires au collège Saint Jean-Baptiste-de-La-Salle d'Avignon, il s'inscrit aux cours du soir des beaux-arts de cette ville. Dès l'adolescence, il se passionne d'archéologie et plus particulièrement de paléontologie. Sa collection de fossiles et de silex est aujourd'hui impressionnante et remarquable par l'originalité de certaines pièces.
En 1954, à 23 ans, il rejoint le groupe avignonnais dit Groupe de l'Atelier fondé par Michel Bonnaud et où l'on trouve également les peintres Guy Toubon et Guy Chariton. Il commence à exposer en 1958. Sa première période est figurative, à tendance narrative. En 1961 il obtient le grand prix de peinture du festival d'art dramatique d'Avignon,. La toile primée est aujourd'hui conservée au musée Calvet d'Avignon. Il découvre Belle-Île-en-Mer au début des années 1960 et travaille ce thème par séquences dans sa carrière, plus particulièrement de 1964 à 1974 et de 2002 à aujourd'hui.
De 1969 à 1971, il expose ses œuvres lors de présentations annuelles de son travail dans l’atelier de l’impasse Velouterie qu'il partage avec le peintre Christian Viguier.

### Période figurative
En 1972, Michel Trinquier s'installe à Paris. Influencé par de nouveaux courants portés par Soulages, Hartung et quelques maîtres américains, il travaille différemment et réalise une première exposition à la galerie Barbizon, rue des Saint-Pères à Paris en 1973. La série Les Feux, exposée à la galerie Philippe Ducastel à Avignon, puis à la galerie Transposition, boulevard Raspail à Paris, marque sa rupture d'avec la figuration.

### Recherche graphique
En 1974, pour raisons familiales, il revient sur Avignon. Une série de collages en relief sur le thème de la pluie marque l'apparition du graphisme et des matériaux dans son œuvre. Parallèlement il réalise une série de bois découpés et peints qu'il appelle ses « boîtes noires ». Cette période voit son apothéose en 1980 dans la réalisation d'une toile grand format (150 × 150) acquise par la SACEM pour son centre parisien.
Dès 1985, Michel Trinquier entame une série de compositions graphiques, formes géographiques colorées ou en noir et blanc : triangles et carrés mutants. Il expose ses œuvres au salon international d'art contemporain à Toulouse en 1987, à la galerie Bonias à L'Isle-sur-Sorgue en 1992, à la fondation Vasarely au château de Gordes en 1993.

### Période gestuelle
Simultanément, une série de nouvelles toiles grands formats donne naissance à une période dite « gestuelle » . Il s'éprend du noir, du gris du blanc et ne cesse de leur donner vie en restituant leur mouvement. En 1995, il expose à la galerie Vincente Beneat à Barcelone, et son succès se fait grandissant notamment lorsqu'il expose sur le thème de la corrida dès 1985.

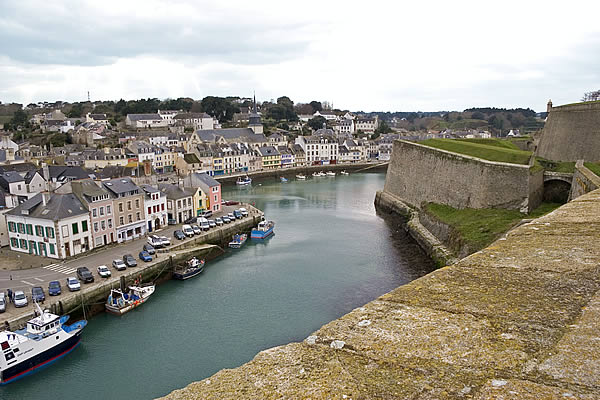
Belle-Île-en-Mer

1998, il est l'un des deux intervenants extérieurs pour une exposition de l’atelier d’art Marie-Laurencin
Il s'installe définitivement à Belle-Île-en-Mer, en 2002. Une série de « vagues bleues » marque le début de cette période. Puis  les œuvres réalisées au crayon et à la gouache dans la palette du noir au blanc témoignent des résidus de tempête sur les roches de l'île et son goût immodéré pour le noir. Depuis 2008, Michel Trinquier renoue avec la matière un temps délaissée : il utilise des cordages, du sable et aboutit son travail autour du noir et blanc.

## Principales expositions

### Expositions personnelles

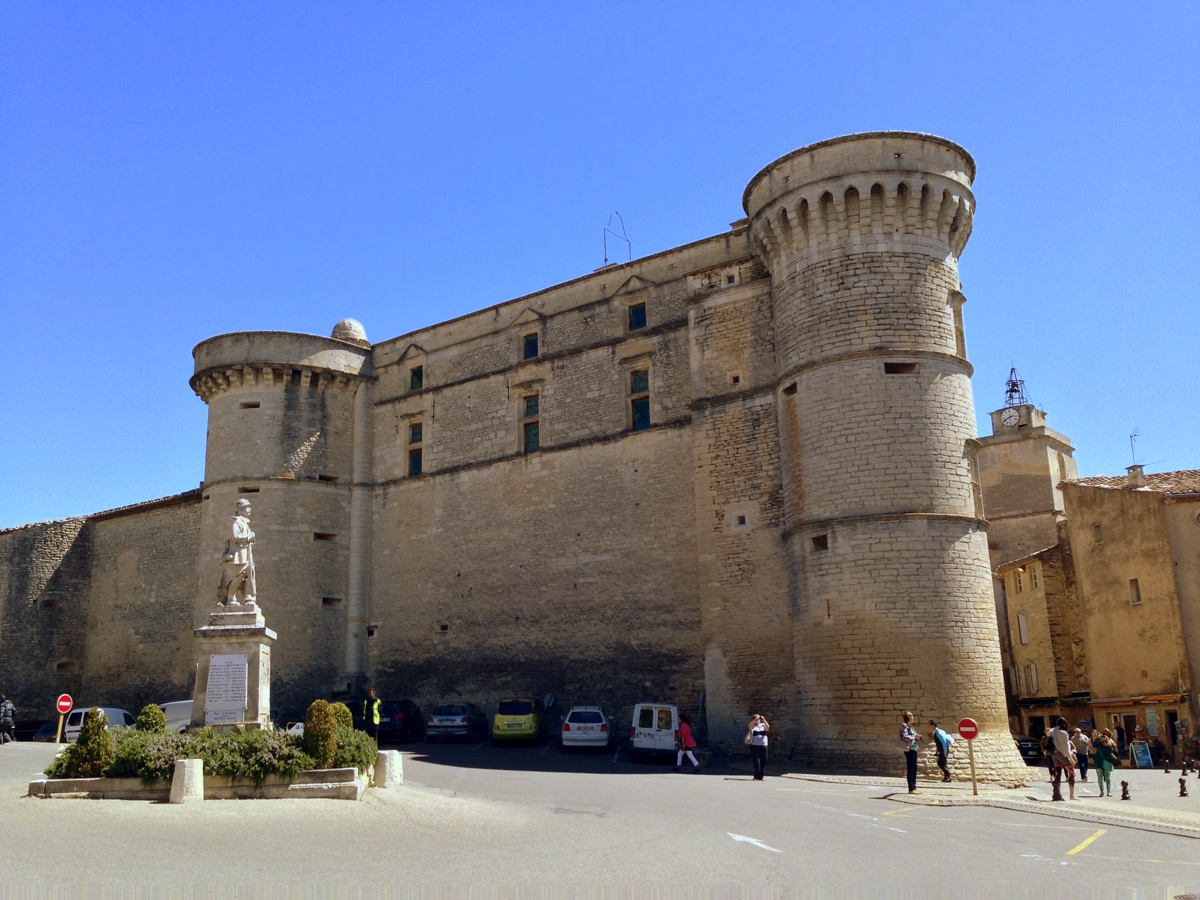
Château de Gordes

- 1962 (La Camargue), 1963, 1964, 1966 (Les feux) et 1987 : Galerie Philippe Ducastel, Avignon.
- 1964, 1973 : Galerie Transposition, boulevard Raspail, Paris.
- 1973 : Galerie Barbizon, rue des Saint-Pères, Paris.
- 1974 : Galerie Jacomo Santiveri, Paris.
- 1982 :
  - Galerie de Nernier.
  - Maison de la culture de Thonon-les-Bains.
- 1985 : Galerie Vicente Bernat, Barcelone.
- 1992 : Galerie Bonias, L'Isle-sur-Sorgue.
- 1993 : Fondation Vasarely, château de Gordes.
- 1995 : Galerie Vincente Beneat, Barcelone.
- Septembre-octobre 2003 : Galerie La Coulisse, Le Palais, Belle-Île-en-Mer[8].
- Juillet 2017 : Galerie du Contre-quai, Sauzon[9],[10].
- Juin 2018 : Palais des évêques de Bourg-Saint-Andéol[11].
- Octobre-novembre 2020 : Atelier-galerie Valérie Gautier, Sauzon[12],[13].

### Expositions collectives
- 1974 : 1er Salon international d'art contemporain, La Bastille, Paris, 1974.
- 1988 : Foire internationale d'art contemporain, Toulouse.
- Novembre 2009 : Chasse, galerie Passé Simple, Sauzon[14].
- Décembre 2018 - avril 2019 : L'œuvre au noir, atelier-galerie Valérie Gautier, Sauzon.
- Décembre 2020 - janvier 2021 : Michel Trinquier, acryliques sur papier - Farida Abraham, céramiques, atelier-galerie Valérie Gautier, Sauzon.

## Œuvres

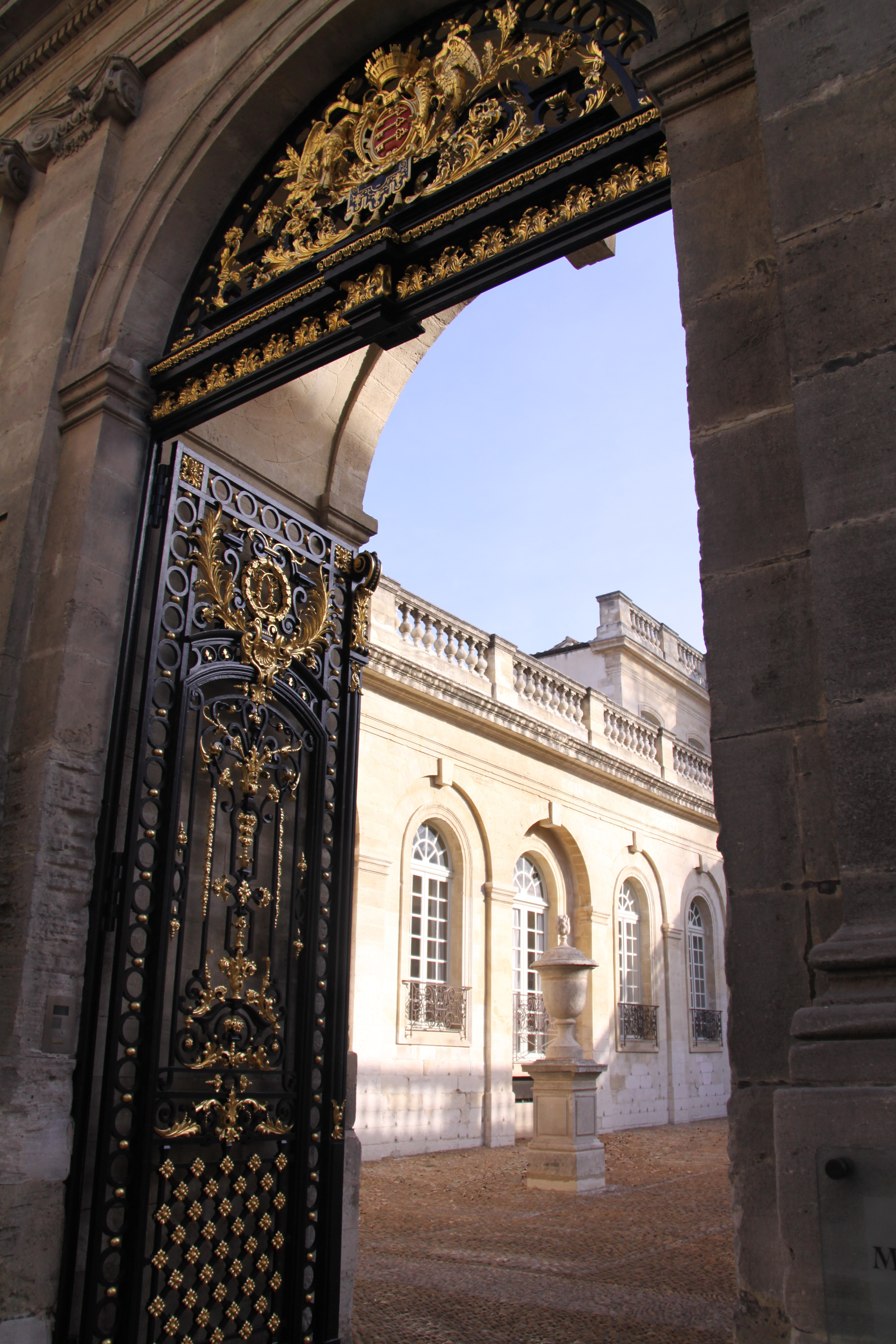
Musée Calvet, Avignon

### Peinture
- Les Alpilles, huile sur toile signée en bas à droite, prix de peinture du festival d'Avignon, musée Calvet, Avignon.
- La Côte à Belle-Île, huile sur toile signée en bas à droite, 33 × 22 cm[15].
- Champs d'oliviers dans les Alpilles,  huile sur toile signée en bas à droite, 28.5 × 51 cm[15].
- Composition abstraite, peinture sur papier signée en bas à droite, (1984), 16 × 18 cm[16].
- Abstraction, huile sur panneau signée en bas à droite, (1986), 31,5 × 30,5 cm[16].
- Composition abstraite, huile sur panneau signée en bas à droite (1987), 32 × 22 cm[16].
- Grande composition abstraite, peinture sur papier, 65 × 104 cm[16].

### Bibliophilie
Michel Trinquier a illustré avec  Eugène Baboulène, Pierre Cayol, Hervé Di Rosa et Pierre François, les 81 poèmes de Claude Garcia-Forner, Rayon Bleu 

## Réception critique
- « Séduit par la contemplation des vagues, du ciel gris, de la solitude granitique, de l'affrontement de la mer et du minéral, il nous livre des œuvres à la limite du figuratif, dépouillées, d'une grande simplicité de moyens. Sur ses grandes toiles se matérialisent de grands mouvements, symphoniques, violents, vigoureux, rigoureux, équilibrés, puisant tout leur effet dans la variation des noirs et des blancs qui résument en eux toutes autres couleurs. Chaque œuvre recherche une évocation qui veut dépasser le sujet proposé et inciter à une rêverie. » - Jean-Paul Cronimus[19]
- « Sa peinture, figurative, est plus narrative, suggestive, que représentative. Il procède par allusions. Il exprime essentiellement l'aliénation de l'homme. » - Dictionnaire Bénézit[1]
- « L'écriture de Michel Trinquier est dans l'épure, elle nous donne à voir l'essentiel, elle nous invite à regarder le monde pour saisir l'harmonie des géométries naturelles. » - Valérie Gautier[13]